# Henri Poincaré
Jules Henri Poincaré (Nancy, 29 april 1854 - Parijs, 17 juli 1912) was een Franse wiskundige, die als een van de grootsten uit het land wordt beschouwd. Hij was bovendien wetenschapsfilosoof. Poincaré wordt vaak beschreven als de laatste van de 'universalisten', in staat om vrijwel alle gebieden van de wiskunde te begrijpen en eraan bij te dragen. Bovendien was hij mijnbouwkundig ingenieur, wetenschappelijk adviseur van de Franse regering, auteur van bestsellers en heeft hij belangrijke stukken van de speciale relativiteitstheorie ontwikkeld. Zijn neef Raymond Poincaré was tijdens de Eerste Wereldoorlog de president van Frankrijk.
De bijdragen van Poincaré aan de wiskunde waren fundamenteel van aard, niet alleen aan de wiskunde, maar hij droeg ook aan de wiskundige natuurkunde en aan de hemelmechanica bij. Hij ontving in 1905 de Matteucci Medal en in 1911 ontving hij van de Astronomical Society of the Pacific voor zijn bijdragen aan de astronomie de Bruce Medal. Hij was verantwoordelijk voor de formulering van het Poincaré-vermoeden, een beroemd probleem uit de wiskunde.
Bij zijn onderzoek naar het drielichamenprobleem was Poincaré de eerste die een chaotisch deterministisch systeem ontdekte. Hij legde daarmee een fundament voor de moderne chaostheorie.
Poincaré werd in 1908 tot lid van de Académie française verkozen. Het Instituut Henri-Poincaré, dat onderdeel is van de Universiteit Pierre en Marie Curie in Parijs, is naar hem genoemd. Dat is een vooraanstaand instituut in Frankrijk, waar onderzoek naar de wiskunde wordt gedaan.

## Onderwijs
Tijdens zijn vroege jeugdjaren was Poincaré enige tijd ernstig ziek als gevolg van difterie. Daarna kreeg hij een periode speciale lessen van zijn moeder, Eugénie Launois (1830-1897).
Hij begon in 1862 begon aan zijn opleiding aan het Lycée Henri in Nancy, dat sindsdien evenals de Universiteit van Nancy naar hem is genoemd. Hij bracht elf jaar aan het Lycée door en ontpopte zich daar in elk onderwerp, dat hij bestudeerde, tot een van de beste studenten. Hij muntte in opstellen uit. Zijn wiskundeleraar beschreef hem als een 'wiskundig monster' en hij won eerste prijzen in het concours général, een wedstrijd tussen de beste leerlingen van alle lycea in geheel Frankrijk. Zijn slechtste vakken waren muziek en lichamelijke opvoeding, waar hij werd omschreven als op zijn best gemiddeld. Hij studeerde in 1871 aan het Lycée af met een bachelors graad in de letteren en de natuurwetenschappen.
Tijdens de Frans-Duitse Oorlog van 1870 diende hij samen met zijn vader in het Ambulance Corps.
Hij begon in 1873 met zijn studie aan de École polytechnique. Hij studeerde daar wiskunde en een van zijn leraren was Charles Hermite. Hij schreef al in 1874 zijn eerste artikel, Démonstration nouvelle des propriétés de l'indicatrice d'une surface. Hij studeerde er in 1875 of 1876 af, waarna hij zijn studie aan de École des Mines vervolgde. Desondanks zette hij ook zijn studie wiskunde voort. Hij haalde in maart 1879 de graad van ingenieur.
Als afgestudeerde van de École des Mines trad hij tot het Corps des Mines toe. Hij werd tot inspecteur voor de regio Vesoul benoemd en was in die functie direct bij de mijnramp in augustus 1879 van Magny betrokken, waarbij 18 mijnwerkers omkwamen. Poincaré verrichtte het officiële onderzoek naar de oorzaak van deze ramp in zijn district.
Tezelfdertijd bereidde Poincaré zich voor op zijn doctoraat in de natuurwetenschappen en de wiskunde onder supervisie van Charles Hermite. Zijn proefschrift met de titel, Sur les propriétés des fonctions définies par les équations aux différences partielles, was op het gebied van de differentiaalvergelijkingen. Poincaré ontwierp een nieuwe manier voor het bestuderen van de eigenschappen van deze vergelijkingen. Hij beperkte zich niet tot de kwestie van het vaststellen van de oplossingen van dergelijke vergelijkingen, maar was ook de eerste die de algemene meetkundige eigenschappen van differentiaalvergelijkingen bestudeerde. Hij besefte dat deze kennis kon worden gebruikt om een klassiek probleem uit de mechanica, het gedrag van meer lichamen in vrije beweging in het zonnestelsel te modelleren. Poincaré promoveerde in 1879 aan de Universiteit van Parijs in de wiskunde.

## Carrière
Poincaré kreeg kort na zijn afstuderen een functie als junior docent wiskunde aan de Universiteit van Caen, maar hij gaf zijn achtergrond in de mijnbouw nooit helemaal op. Van 1881 tot 1885 werkte hij bij het ministerie van Publieke werken als hoofdingenieur belast met de spoorontwikkeling in Noord-Frankrijk. Hij werd uiteindelijk in 1893 hoofdingenieur van het Corps de Mines en in 1910 inspecteur-generaal.
Hij begon in 1881 met college geven aan de Universiteit van Parijs, de Sorbonne, en deed dat tot aan het einde van zijn loopbaan. Hij werd aanvankelijk aangesteld als maître de conferences d'analyse, universitair hoofddocent in de analyse. Hij bekleedde bij elkaar de leerstoelen in de natuurkundige en experimentele mechanica, de wiskundige natuurkunde en de theorie van de kansrekening, de hemelmechanica en de sterrenkunde.
Hij trad in datzelfde jaar, in 1881, in het huwelijk met Louise Poulain d'Andecy. Samen kregen zij vier kinderen: Jeanne (1887-1974), Yvonne (1889-1939), Henriette (1891-1970) en Léon (1893-1972).
Henri Poincaré leverde bijdragen aan een hele reeks van onderwerpen uit de wis- en natuurkunde, waaronder aan de theorie van de differentiaalvergelijkingen. Naast zijn wetenschappelijke activiteiten was hij ook een popularisator van de wis- en natuurkunde en schreef hij verschillende populairwetenschappelijke boeken. Hij werd in 1887, op de jonge leeftijd van 32, gekozen in de Académie des sciences, werd daar in 1906 de voorzitter van en werd acht jaar later, in 1909, aangenomen als lid van de Académie française.
Hij won in 1887 de competitie wiskunde, die was uitgeschreven ter ere van de zestigste verjaardag van koning Oscar II van Zweden, voor een oplossing van het drielichamenprobleem over meer, zich vrij in banen bewegende lichamen.
Poincaré trad in 1893 tot het Franse Bureau des longitudes toe. Hier hield hij bezig met de synchronisatie van de tijd over de hele wereld. Hij steunde in 1897  een voorstel om cirkelbogen in decimalen te verdelen, maar dat voorstel mislukte. Hij hield zich hier bezig met het instellen van de tijdzones en met de synchronisatie van de tijd tussen lichamen in relatieve beweging.
Hij koos in de Dreyfusaffaire de kant van Dreyfus. Hij intervenieerde eerst in 1899 en opnieuw, maar met meer succes in 1904, in dit proces. Hij viel de pseudowetenschappelijke claims van sommige van de bewijzen tegen Dreyfus aan. Dreyfus was een joodse officier in het Franse leger, die door antisemitische collega's van verraad werd beschuldigd.
Hij introduceerde in een artikel uit 1894 de fundamentaalgroep. Er werd in 1906 een wiskundige groep naar hem genoemd, de Poincaré-groep.
Hij onderging in 1912 een operatie aan zijn prostaat, maar overleed kort daarna, op 17 juli 1912 in Parijs, toch nog aan een embolie. Hij werd 58 jaar oud. Hij ligt begraven in de Poincaré-grafkelder op het kerkhof van Montparnasse in Parijs.
De voormalige Frans minister van Onderwijs Claude Allègre heeft in 2004 voorgesteld dat Poincaré in het Panthéon werd herbegraven.

## Citaat
Er zijn veel citaten van Poincaré bekend.

Het denken mag zich nooit onderwerpen, noch aan een dogma, noch aan een partij, noch aan een hartstocht, noch aan een belang, noch aan een vooroordeel, noch aan om het even wat, maar uitsluitend aan de feiten zelf, want zich onderwerpen betekent het einde van alle denken.

## Vertalingen
- Wetenschap en hypothese, Meppel: Boom, 1979
- Een nacht vol opwinding: een keuze uit de filosofische essays, Utrecht, Epsilon, 1998